# Horace Walpole
Horacio Walpole, IV conde de Orford, conocido comúnmente como Horace Walpole (24 de septiembre de 1717-2 de marzo de 1797), político, escritor e innovador arquitecto británico. Fue primo del marino Horacio Nelson (Lord Nelson). Escribió la célebre novela El castillo de Otranto, y multitud de cartas que ofrecen una imagen muy ilustrativa de la aristocracia de su tiempo, particularmente desde el punto de vista intelectual.

## Biografía

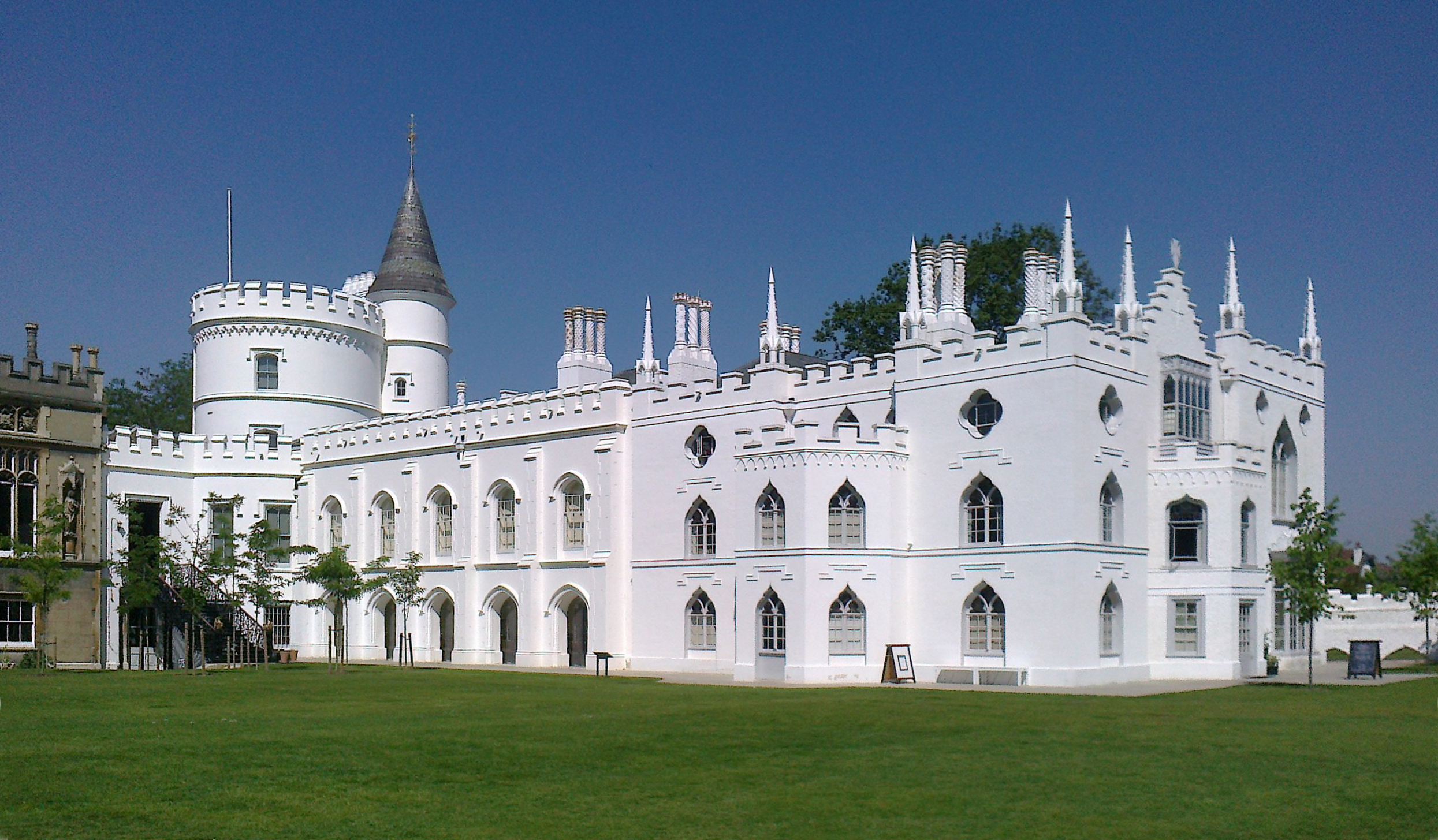
Strawberry Hill House en 2012, después de su resturación

Nació en Londres, hijo del primer ministro Robert Walpole. Fue educado en Eton College y King's College, Cambridge. Tras la universidad, Walpole emprendió un largo viaje por Europa con el poeta Thomas Gray, viaje que al parecer marcó el final de la amistad entre los dos hombres. Durante su estancia en Francia, tuvo algún contacto con Madame du Deffand, pero no hay constancia de una relación sentimental entre ambos. Walpole regresó a Inglaterra en 1741, ingresando en el Parlamento, en representación de Callington, Cornualles. Nunca fue ambicioso en política, pero ocupó su cargo incluso tras el fallecimiento de su padre, en 1745, lo que le granjeó la independencia económica. Al igual que su padre, fue seguidor del rey Jorge II y de la reina Carolina, apoyándolos contra su hijo Frederick, Príncipe de Gales, sobre el cual el Horace escribiría muchas páginas maliciosas en sus memorias.
La orientación sexual del escritor siempre ha sido objeto de debate. Nunca contrajo matrimonio, aunque tuvo una serie de relaciones al parecer nunca consumadas con diversas mujeres, entre ellas Anne Seymour Damer y Mary Berry que algunas fuentes califican de lesbiana. Muchos de sus contemporáneos lo describieron como afeminado, hasta el punto de que uno de sus oponentes políticos lo llamó «caballo hermafrodita». Sin embargo, otros biógrafos (como Lewis, Fothergill y Robert Wyndham Ketton-Cremer), han catalogado a Walpole simplemente como asexual. Mantuvo, sin embargo, una amistad duradera con madame du Deffand, con la que intercambió un caudaloso epistolario. En 1764 publicó la que es su obra más célebre, uno de los primeros hitos de la novela gótica o de terror, The Castle of Otranto, «El castillo de Otranto».
La hoy célebre casa de Walpole, llamada Strawberry Hill House, cerca de Twickenham (Londres), es un caprichoso batiburrillo neogótico que inauguró una nueva tendencia arquitectónica.

## Obra
Walpole publicó en 1764 la célebre novela gótica, precursora de dicho género, El castillo de Otranto, inaugurando así una tendencia literaria acorde con la fascinación romántica por las ruinas medievales.
El escritor Sir Walter Scott, en una introducción a esta obra, escribió: 

El Castillo de Otranto es notable no sólo por el sombrío interés de la historia, sino por haber sido el primer intento moderno de fundar una literatura de ficción fantástica sobre la base de las antiguas novelas de caballerías.

Para más detalles, véase literatura de terror gótico.
De 1762 en adelante, Walpole publicó sus Anecdotes of Painting in England, (‘Anécdotas de la pintura inglesa’) basada en manuscritos de George Vertue. Sus memorias de la escena política y social de la época georgiana, aunque fuertemente partidistas, constituyen una fuente de primer orden para los historiadores.
Walpole dejó a la posteridad una sustanciosa correspondencia. En una de sus cartas, fechada en febrero de 1754, acuñó el término serendipity (el fenómeno denominado serendipia, en castellano, algo así como ‘hallazgo afortunado’) que él dijo derivado de una fábula siria que había leído una vez: The Three Princes of Serendip.
Los Walpole de Orford nada tienen que ver con el popular novelista del siglo XX Hugh Walpole (1884–1941).

## Obras más importantes
- Some Anecdotes of Painting in England (1762)
- The Castle of Otranto (1764)
- The Mysterious Mother (1768)
- Historic Doubts on the Life and Reign of Richard III (1768)
- On Modern Gardening (1780)
- A Description of the Villa of Mr. Horace Walpole (1784)
- Hieroglyphic Tales (1785)